# Fevillea cordifolia
Fevillea cordifolia är en gurkväxtart som beskrevs av Carl von Linné. Fevillea cordifolia ingår i släktet Fevillea och familjen gurkväxter. Inga underarter finns listade i Catalogue of Life.